# Списак епизода серије Пустоловине са Дигимонима

Списак свих епизода из аниме серијала Пустоловине са Дигимонима

## Прва сезона - Пустоловине са Дигимонима (54 епизоде)
| Бр.                             | Промотивна фотографија      | Назив епизоде                       | Радња | Датум објављивања           |
| Острво Компјутера и Девимон     | Острво Компјутера и Девимон | Острво Компјутера и Девимон         | Острво Компјутера и Девимон | Острво Компјутера и Девимон |
| ------------------------------- | --------------------------- | ----------------------------------- | --- | --------------------------- |
| 1.                              |                             | Летовање                            | Седморо деце из летњег кампа, су усисана у Дигитални Свет, где се срећу са чудним створењима која се називају Дигимони                                                              | 7.3.1999 4.9.2000 2001      |
| 2.                              |                             | Појавио се Грејмон                  | Деца су се нашла на плажи са постављњним телефонским кабинама где их напада Шелмон, а на Агумону је да га порази.                                                                   | 14.3.1999                   |
| 3.                              |                             | Појавио се Гарурумон                | Тролејбус на језеру представља добро место за децу да преноће, али језеро је и дом лоше расположеног Седрамона                                                                      | 21.3.1999                   |
| 4.                              |                             | Сора у опасности                    | Чудни летећи точкови се појављују, а село Пјокомона напада Мерамон и Пијомон одлучује да га заустави                                                                                | 28.3.1999                   |
| 5.                              |                             | Кабутеримон                         | Коширо долази до интересантног открића у фабрици без икакве намене, док остале напад разјарени Андромон                                                                             | 4.4.1999                    |
| 6.                              |                             | Преображење Палмона                 | Након бега од Нумемона, деца и њихови дигимони бивају заробљени од стране Монзаемона у Граду Играчака.                                                                              | 11.4.1999                   |
| 7.                              |                             | Гомамонов бес                       | Џо почиње да се осећа одговорно з аосталу групу, и одлучује да истражи планину Муген, али га напада заражени Унимон                                                                 | 18.4.1999                   |
| 8.                              |                             | Девимон, гласник таме               | У палати при врху планине Муген, деца проводе прву пријатну ноћ у Дигиталном Свету, али је све то била замка новог непријатеља Девимона.                                            | 25.4.1999                   |
| 9.                              |                             | Смрзнути дигимон                    | Након велике потраге, Таичи и Јамато успевају да се сретну у хладном делу Острва Компјутера, али убрзо започињу свађу                                                               | 2.5.1999                    |
| 10.                             |                             | Кентаурмон, заштитник               | Када се Мими и Коширо сретну у храму, Коширо опет почиње своје истраживање што почиње да нервира Мими                                                                               | 9.5.1999                    |
| 11.                             |                             | Бакемон, дух који плеше             | Џо и Сора истражују гробље Овердел али уместо на људе, наилазе на зле духове Бакемоне који планирају да их жртвују                                                                  | 16.5.1999                   |
| 12.                             |                             | Патамон и ја                        | Такеру и Патамон завршавају у Селу Почетка где се сви Дигимони рађају али његов чувар их напада                                                                                     | 23.5.1999                   |
| 13.                             |                             | Патамон се коначно преображава      | Деца се поново састају на дну Планине Муген и уз помоћ Леомона одлучују да крену да поразе Девимона                                                                                 | 30.5.1999                   |
| Грбови, нови континент и Етемон |                             |                                     | |                             |
| 14.                             |                             | Преко океана                        | Деца добијају позив од Генаија са континента Сарба, и одлучују да направе сплав како би прешли океан                                                                                | 6.6.1999                    |
| 15.                             |                             | Етемон и први грб                   | Деца се искрцавају на континент Сарбу и стижу до Села Пагумона, али је Агумону нешто сумњиво, у међувремену их напада Етемон нови непријатељ                                        | 13.6.1999                   |
| 16.                             |                             | Грејмон против Етемона              | Са проналаском грба Таичијево понашање мења и почиње да превише Агумона на преображај, али је лекцију научио на тежи начин.                                                         | 20.6.1999                   |
| 17.                             |                             | Капетан Кокатримон                  | Деца долазе на луксузни брод, али брод бива замка Етемоновог слуге Кокаторимона, који их заробљава                                                                                  | 27.6.1999                   |
| 18.                             |                             | Дигимон вилењак, Пиколомон          | Деца се срећу са Пиколомоном, који одлучује да их тренира како би научили правилну еволуцију, док Јамато и Коширо одлазе у потрагу за грбовима                                      | 4.7.1999                    |
| 19.                             |                             | Наномон у лавиринту                 | Деца добијају позив у помоћ из Етемонове пирамиде, и одлучују да оду да истраже то док за то време Коширо долази до интересантне теорије о Дииталном Свету                          | 11.7.1999                   |
| 20.                             |                             | Савршени МеталГрејмон               | Након што открију локацију Наномона, деца смишљају план да врате Сору, а борба са Етемоном добија неочекивани епилог                                                                | 25.7.1999                   |
| Вандемон и повратак у Јапан     |                             |                                     | |                             |
| 21.                             |                             | Привремени повратак кући            | Таичи и Коромон се након борбе са Етемоном појављују у Токију, али Таичи одлучује да се врати у Дигитални Свет те покушава да нађе начин за то                                      | 1.8.1999                    |
| 22.                             |                             | Лукави ПикоДевимон                  | Таичи и Агумон се враћају у Дигитални Свет, где сазнају да су прошле недеље и срећу и Токомона од ког сазнају да се група раздвојила и да је Такеруа преварио ПикоДевимон           | 8.8.1999                    |
| 23.                             |                             | Мој пријатељ, РатниГарурумон        | Јамато и Габумон стижу у ресторан где срећу Џоа који радом исплаћује рачун, Јамато остаје да му помогне не схватајући да је упао у ПикоДевимонову замку                             | 15.8.1999                   |
| 24.                             |                             | Победа АтлурКабутеримона            | Коширо бива заробљен од стране Вадемона, у његовој димензији, Вадемон му узима радозналости, Коширо заједно са Тентомоном остаје заробљен                                           | 22.8.1999                   |
| 25.                             |                             | Тиранин, краљ Фрогмон               | Таичи и Џо стижу до дворца Гекомона и Тадмона, где су они прогласили Мими за своју принцезу, у нади да ће она својим лепим гласом пробудити њиховог краља                           | 29.8.1999                   |
| 26.                             |                             | Величанствено крило Гарудамон       | Цела група се окупила, али се Сора није појавила, након што су се окупили Сора се појављује, али деца сазнају да је Сора имала своје проблеме.                                      | 5.9.1999                    |
| 27.                             |                             | Вандемонов чаробни дворац           | Када су се сви окупили, Генаи се поново појављује и говори деци о Осмом Детету, и да се Вандемон већ зна за то. Деца одлучују да уђу његов замак и да оду у Стварни Свет            | 12.9.1999                   |
| 28.                             |                             | Повратак у Јапан                    | Након неуспелог покушаја да се врате у Стварни Свет, пред децом се поново појављује Генаи и позива их његову подводну кућа где им објашњава други начин за повратак                 | 19.9.1999                   |
| 29.                             |                             | Прва битка у Јапану                 | Деца успевају да се врате у Стварни Свет и успут стају до Хикаригаоке, где сазнају да су сви од њих ту некада живели, али се сусрећу са Вандемоновим слугом Мамутмоном              | 26.9.1999                   |
| 30.                             |                             | Дуго путовање кући                  | Деца одлучују да њихов дуг пут кући наставе метроом, али након што се успавају у њему бивају приморани на други начин                                                               | 3.10.1999                   |
| 31.                             |                             | Опасно чудовиште                    | Коширо сазнаје за једног Вандемоновог слугу који се појавио, он одлучује да га заустави а током борбе добија сигнал Осмог Дигистора                                                 | 10.10.1999                  |
| 32.                             |                             | Битка код Токијске куле             | Након што остала деца сазнају за догађаје од прошле ноћи, одлучују да се поделе и да крену у потрагу за Осмим Дететом, док Тејлмон почиње да сумња на Хикари Таичијеву сестру       | 17.10.1999                  |
| 33.                             |                             | Дигимони у граду младих             | На путу до Такеруове куће, Патамон напушта Такеруа након расправе, те он и Јамато завршавају у Шибуји, где налећу на два Вандемонова поданика.                                      | 24.10.1999                  |
| 34.                             |                             | Мистериозна судбина Тејлмона        | Док посматра Хикари, Тејлмон се присећа своје прошлости, и захваљујући њеном старом пријатељу Видермону, Тејлмон схвата зашто не може напасти Хикари                                | 31.10.1999                  |
| 35.                             |                             | Палмон постоје Лилимон              | Вандемон губи стрпљење, и почиње са својим планом, и активира густу маглу око целог града, И сада је на деци да поразе Вандемона                                                    | 7.11.1999                   |
| 36.                             |                             | Гомамонова супер моћ                | Док Вандемон спречава покушај бекства организован од стране Соре, Џо и Такеру су успели да пронађу начин да пробију баријеру магле, а Фантомон проналази Хикари.                    | 14.11.1999                  |
| 37.                             |                             | Тејлмон постаје Ангевомон           | Деца се окупљају код Фуџи ТВ, и започињу борбу са Вандемоном,али ни сва њихова снага није била довољна да га поразе, све док Тејлмон не открије своју праву моћ                     | 21.11.1999                  |
| 38.                             |                             | ОтровниВандемон звер                | Док магла полако почиње да нестаје, деца покушавају да декодирају Пророчанство које према Генаију крије кључ за коначно уништење Вандемона                                          | 28.11.1999                  |
| 39.                             |                             | Два света у једном                  | Отровни Вандемон Звер је уништен, али се догађају све чудније ствари, на небу у Стварном Свету почињу да се појављују слике Дигиталног Света а Дигимони се појављују по целом свету | 5.12.1999                   |
| Господари Мрака и Апокалимон    |                             |                                     | |                             |
| 40.                             |                             | Господари мрака против деце         | По повратку у Дигитални Свет , деца су нападнута од стране најјаче групе непријатеље Господарима Мрака, и једва успевају да преживе                                                 | 12.12.1999                  |
| 41.                             |                             | Освета МеталСидрамона               | Након пораза од Господара Мрака, деца достижу свој лимит, након суочавања са Шелмон, те после упадају у замку МеталСидрамоновог слуге Анкрустамона                                  | 19.12.1999                  |
| 42.                             |                             | Хвала ти, Вамоне                    | Вамон се појављује у последњој секунди како би спасао децу од напада МеталСидрамона и дао им довољно времена за одмор и припрему за предстојећу борбу                               | 26.12.1999                  |
| 43.                             |                             | Пинокмон глуми убиство              | МеталСидрамон је уништен, као и његова територија, и деца крећу у оближњу у шуму где се срећу са Пинокмоном који започиње игру са њима                                              | 9.1.2000                    |
| 44.                             |                             | Тајанствени стари Тримон            | Јамато напушта групу како би мало размислио о свему, док остале нападју Гарбмони. Јамато на крају преварен од стране Тримона доноси своју одлуку                                    | 16.1.2000                   |
| 45.                             |                             | РатниГрејмон против МеталГарурумона | Пре него што РатниГрејмон и МеталГарурумон униште једно другог, мистериозно биће запоседа Хикари и води децу у прошлост како би им објаснило зашто су постали изабрана деца         | 23.1.2000                   |
| 46.                             |                             | Освета Етемона                      | Док остала деца истражују Пинокмонову кућу, Џо и Мими се срећу са старим непријатељом МеталЕтемоном као и са Оргамоном и Леомоном                                                   | 30.1.2000                   |
| 47.                             |                             | Збогом Леомоне                      | Захваљујући Леомону, Џо, Мими и Оргамон стижу до једног напуштеног ресторана, док остала деца започиње финалну борбу са Пинокмоном                                                  | 6.2.2000                    |
| 48.                             |                             | Хикари у опасности                  | Када се Хикари изненада разболи, Таичи и Коширо одлазе до суседног града, како би јој нашли лекове али Мугендрамон их лоцира и шаље своју војску на њега                            | 13.2.2000                   |
| 49.                             |                             | Крај Мугендрамона                   | Деца завршавају одвојена у канализацији испод Мугендрамоновг града, Коширо и Таичи се срећу са старим пријатељем, а Сора, Хикари и Такеру се суочавају са ВаруМонзаемоном           | 20.2.2000                   |
| 50.                             |                             | Ратници                             | Таичијеву групу напада један од Пиедмонових следбеника, а Џо и Мими стижу до Села Почетка где виде да оно више није оно весело место.                                               | 27.2.2000                   |
| 51.                             |                             | Смешко из пакла                     | РатниГрејмон започиње бору са Пиедмоном, док Јамато превазилази таму у себи али Сора пада под утицај таме                                                                           | 5.3.2000                    |
| 52.                             |                             | Последњи Господар мрака Пиедмон     | Баш у тренутку када су деца и њихови дигимони постали надмоћнији, Пиедмон почиње све да их претвара у лутке остављајући само Такеруа, Патамона и Хикари                             | 12.3.2000                   |
| 53.                             |                             | Најгори дигимон, Апокалимон         | Група се суочава са до сада истинским непријатељем Апокалимоном и брзо откривају да уништавање њега неће бити нимало лак задатак с обзиром да су претворени у податке               | 19.3.2000                   |
| 54.                             |                             | Повратак кући                       | Са повраћеном снагом деца крећу у борбу против Апокалимона, и успевају да га униште, али њиховом путовању дошао је крај и морају се опростити од својих партнера дигимона           | 26.3.2000                   |

## Друга сезона - Пустоловине са Дигимонима 02 (50 епизода)
| Бр.                                    |              | Назив епизоде                                 | Радња | Датум објављивања |
| Цар Дигимона                           | Цар Дигимона | Цар Дигимона                                  | Цар Дигимона | Цар Дигимона      |
| -------------------------------------- | ------------ | --------------------------------------------- | --- | ----------------- |
| 1.                                     |              | Дечак који је преузео храброст                | У Дигиталном Свету појављује се нова претња, у виду окрутог Цара Дигимона. Нова авантура почиње, када троје нове Изабране Деце добије своје дигисторе                                 | 2.                |
| 2.                                     |              | Диги-капија се отвара                         | Заседа Цара Дигимона претвара уживање Изабране Деце у велики страх, која ипак проналазе Диги-јаја и своје партнере                                                                    |                   |
| 3.                                     |              | Дигимонов скок                                | Када група Тираномона под контролом Цара Дигимона надјача групу Изабране Деце, Такеру и Хикари успевају да пронађу своја Диги-јаја и преокрену ситуацију                              |                   |
| 4.                                     |              | Краљ таме! Цар Дигимона                       | Јамато и остала деца добијају позив у помоћ од Габумона, чији су покушаји да ослободи село Цара Дигимона неуспели због Црвеног Вегимона                                               |                   |
| 5.                                     |              | Уништимо кулу таме                            | Покушај да порази Цара Дигимона оставља Гомамона у ужасном стању, срећом он успева да пошаље сигнал Џоу, који заједно са осталом децом долази му у помоћ                              |                   |
| 6.                                     |              | Опасан излет                                  | Мими се враћа из Америке у Јапан. Заједно са новом Изабраном Децом одлучује да оде на излет у Дигитални Свет, али их нападају браћа Бубашвабомони                                     |                   |
| 7.                                     |              | Хикарине успомене                             | Изабрана Деца бивају приморана да се повуку из борбе, али Хикари остаје заробљена у Дигиталном Свету. Како би се решио ње Цар Дигимона шаље свог најмоћнијег пијуна                   |                   |
| 8.                                     |              | Усамљеност Цара Дигимона                      | Даизукеов фудбалски тим се суочава са најјачим тимом у лиги, који предводи Кен Ичиоја. Касније у Дигиталном Свету сазнају да је Кен свима њима познатији под именом Цар Дигимона      |                   |
| 9.                                     |              | Чаробна моћ Прстена Зла                       | Кен уморан од Ствраног Света, одлучује да га заувек напусти и као Цар Дигимона оде у Дигитални Свет, што неће бити добру за Изабрану Децу                                             |                   |
| 10.                                    |              | МеталоГрејмон напада                          | Таичи се придружује у њиховој мисији да спасу Агумона. У међувремену Кен покушава да пронађе начин да контролише Агумона у његовој Савршеној Фази                                     |                   |
| 11.                                    |              | Лајдрамонов плави гром                        | Даизуке оклева у нападу на Црног МеталоГрејмона и када се чини да је све изгубљено. Даизуке схвата значај пријатељства, и Вимон успева да се преобрази                                |                   |
| 12                                     |              | Обрачун код Дигимон-корала                    | Пијомон тешко повређен успева да дозове Сору која брзо долази са Изабраном Децом како би јој помогли али завршавају у граду на Дивљем Западу, којим влада Звездомон                   |                   |
| 13.                                    |              | Змајомонове сузе                              | Хикари почиње да има визије о чудном свету - свету између Стварног и Дигиталног света, визије постају све чешће и ћешће, док Хикари одједном не нестане.                              |                   |
| 14.                                    |              | Брзи ратник, Шуримон                          | У потрази за Диги-јајима, Деца стижу до јресторана чији је власник Дигитамамон, иако им он говори како је постао добар, Кјо и даље сумња                                              |                   |
| 15.                                    |              | Шуримонове борилачке вештине                  | Деца стижу до града који подсећа на стари Јапан, град је под контролом Цара Дигимона, и како би уништили Кулу Таме, деца се суочавају са дигимонима које он контролише                |                   |
| 16.                                    |              | Бекство са дна океана                         | Група бива заробљена у нафтној платформи, и све наде за спашавање су положене у Јорија који је послат у капсули за спасавање да оде по помоћ                                          |                   |
| 17.                                    |              | Успомене из Одаибе                            | Прошле су 4 године од пораза Вандемона и смрти старог пријатеља који се вратио да донесе Изабраној Деци важно упозорење о њиховим наредним борбама.                                   |                   |
| 18.                                    |              | База Цара Дигимона                            | Након лоцирања Цареве базе, деца одлучују да остану у Дигиталном Свету све док не успеју да поразе Кена                                                                               |                   |
| 19.                                    |              | Царево чудовиште, Химерамон                   | Деца успевају да се приближе Царевој бази, али у том тренутку Кен почиње са пакленим планом и на њих шаље своје ново дело - вештачки створеног дигимона Химерамона                    |                   |
| 20.                                    |              | Чудесни преображај у Магнамона                | Деца успевају да зауставе Цареву базу, у нади да ће успети да је униште, али самим уласком у њу схватају да то неће бити нимало лако                                                  |                   |
| 21.                                    |              | Збогом Кене                                   | Са Магнамоном, деца успевају да униште Химерамона. Терор Цара Дигимона је дошла крају али је он морао да искуси болан губитак                                                         |                   |
| Нови непријатељи, Арукенимон и Мумимон |              |                                               | |                   |
| 22.                                    |              | Вимонов усавршени преображај                  | Док остала деца помаже у обнављању Дигиталног Света, Даизуке покушава да натера Вимона да се преобрази у нади да ће тако привући Хикарину пажњу                                       |                   |
| 23.                                    |              | Дигистор окружен тамом                        | Кен се сећа догађаја кроз које је прошао у последњих неколико година. Посебно се осврће на смрт његовог старијег брата Осамуа, и пита се да ли би ствара икако могле да буду као тада |                   |
| 24.                                    |              | Заштитник земље Анкиламон                     | Изабрана Деца тешко раде како би обновили једно село у Дигиталноим Свету, све док Куле Таме која би требало да буду неактивне не почну да стварају проблеме                           |                   |
| 25.                                    |              | Витез неба Акиламон                           | Група почиње да се пита да ли би Кен био од велике помоћи њима, а прилику да се докаже Кен је добио када дигимон Куле Таме Големон прети да уништи брану и оближњи град               |                   |
| 26.                                    |              | ДНК преображај                                | База Цара Дигимона и даље представља велики проблем у Дигиталном Свету, и почиње да буде нестабилна а њено уништење би га могло оштетити, а само је Кен може зауставити               |                   |
| 27.                                    |              | Рађање Паилдрамона                            | Деца се по први пут сусрећу са ДНК еволуцијом, када два дигимона постају један, али пре свега се морају суочити са бомбом постављеном у Кеновој бази                                  |                   |
| 28.                                    |              | Клопка                                        | |                   |
| 29.                                    |              | Неуспех Жене Паука                            | |                   |
| 30.                                    |              | Рађање Црног Борбеног Грејмона                | |                   |
| 31.                                    |              | Разумимо једни друге                          | |                   |
| 32.                                    |              | Тајанствене рушевине                          | |                   |
| 33.                                    |              | Паника у Кјоту                                | |                   |
| 34.                                    |              | Одбрана Светих Тачака                         | |                   |
| 35.                                    |              | Патња Црног Борбеног Грејмона                 | |                   |
| 36.                                    |              | Жестоки анђео Шакумон                         | |                   |
| 37.                                    |              | Ултимативни Ћиндломон                         | |                   |
| 38.                                    |              | Божић са Дигимонима                           | |                   |
| 39.                                    |              | Рађање Царског Драмона                        | |                   |
| 40.                                    |              | Операције у Њујорку и Хонгконгу               | |                   |
| 41.                                    |              | Операције на Коралном мору и у Версају        | |                   |
| 42.                                    |              | Операције у Мексику и Русији                  | |                   |
| 43.                                    |              | Напад снага зла                               | |                   |
| 44.                                    |              | Борба против злих Дигимона                    | |                   |
| 45.                                    |              | Капија таме                                   | |                   |
| 46.                                    |              | Црни Борбени Грејмон против Борбеног Грејмона | |                   |
| 47.                                    |              | Сврха Црног Борбеног Грејмона                 | |                   |
| Финални непријатељ, МегаВандемон       |              |                                               | |                   |
| 48.                                    |              | МегаВандемонов ужас                           | |                   |
| 49.                                    |              | Последњи оклопни преображај                   | |                   |
| 50.                                    |              | Наш вољени Дигитални Свет                     | |                   |

## Трећа сезона - Пустоловине са Дигимонима 03 (26 епизода)
Трећа сезона је са емитовањем почела 21. новембра 2015, а завршила 5. маја 2018. Епизоде су премијерно емитоване у виду 6 филмова, а сваки филм је издељен у 4 или 5 епизода. Одмах након што је емитована последња епизода, најављена је и 4. сезона са изабраном децом из оригиналног првог серијала. 
| Филм                            | Постер | Бр.                                        | Назив епизоде | Кратак опис | Датум објављивања |
| ------------------------------- | ------ | ------------------------------------------ | --- | --- | ----------------- |
| П о н о в н о у ј е д и њ е њ е |        | 1.                                         | Почетак нове авантуре | Прошло је више од три године од када су се изабрана деца срела са својим партнерима дигимонима и више од 6 од првих авантура. Таичи сада има 17 година и жели да окупи све пријатеље поводом његове фудбалске утакмице. Иако је Мими, једина која му је потврдно одговорила иако треба да допутује чак из Америке, појављивање помахниталог Кувагамона ће их приморати да се поново окупе | 21. 11. 2015.     |
| П о н о в н о у ј е д и њ е њ е | 2.     | Прва битка после три године                | Након што Кувагамон нападне гледаоце на фудбалској утакмици, Таичију у помоћ пристиже стари пријатељ, Агумон. Ускоро и остали дигимони стижу до својих партнера. Међутим појављује се још неколико Кувагамона, па се дигимони поново преображавају и успевају да се изборе са њима. Мими се враћа из Америке и обавештава ће остати у Јапану и да се поново уписује с њима у школу. Сва деца и дигимони су поново на окупу, осим Џоа, који се доста променио. | 21. 11. 2015. |                   |
| П о н о в н о у ј е д и њ е њ е | 3.     | Поновно уједињење                          | Изабрана деца проводе све више времена заједно, док се појављује једна мистериозна стидљива девојка, која иде са уписала са Таичијем, Сором и Јаматом у разред. Зове се Мејко Моћизуки и очигледно је да има некакве везе са дигимонима и изабраном децом. Коширо открива да се појављују дисторзије кроз које дигимони попут Кувагамона пролазе у стварни свет. Такође он помоћу свог рачунара ствара сервер у коме дигимони могу бораве, а да их људи не примете. | 21. 11. 2015. |                   |
| П о н о в н о у ј е д и њ е њ е | 4.     | Нови непријатељ                            | Коширо је направио за Таичија наочаре помоћу којих може да уочи где ће се створити дисторзије. Тако да сва деца, осим Џоа, полазе у потрагу за њима. Усплут наилазе на Мејко, која тражи своју мачку, па одлучују да јој помогну. Након неуспеле потраге за њом Таичи помоћу наочара уочава дисторзију и из ње излаз дигимон у екстремној фази, Алфамон. Он жели да уништи малу мачку, за коју се испоставља да је дигимон од Мејко, Мејкумон. Међутим РатниГрејмон и МеталГарурумон се поново спајају у Омегамона и након дуге борбе га гурну кроз дисторзију. Мејку на крају открива да је и она једно од изабране деце, што они са одушевљењем прихватају. | 21. 11. 2015. |                   |
| О д л у ч н о с т               |        | 5.                                         | Кратак предах | Седморо изабране деце, поново без Џоа, одлучују да прославе то што им се Мејко прикључила. Одлазе са својим дигимнима у изворе топле воде где се сјајно проводе и све више се упознају са Мејко. Она им открива да је Мејкумон дигимон у зрелој фази, иако тако не изгледа и да се до сада није преображавао. Децу надгледају и два нова лика Маки Химекава и Дајго Нишиђима, они им само говоре да раде за агенцију која се бави дигимонима и да су ту само да им помогну, али не говоре превише о себи. | 12. 3. 2016.      |
| О д л у ч н о с т               | 6.     | Мими преузима лидерство                    | Док Таичи, као досадашњи вођа групе наставља да оклева, непрестано размишљајући да ли ради испревну ствар или не, Мими преузима ствар у своје руке, долази на његово место и по први пут се у више узастопних епизода јавља као вођа групе. Њој се смучило да слуша како људи говоре лоше о њиховим пријатељима, дигимонима и када се појави заражени Оргамон, Мими одлучује да се са Тогемоном бори против њега како би показала да постоје и добри дигимони. Иако је у почетку све ишло по плану и тогемон је побеђивао у борби, баш када је требало да зада коначни ударац бодљикавим спрејом, случајно закачи хеликоптер који пада у воду. Тад Оргамон преокрене ток борбе, и нападне Тогемона док Мејкумон безуспешно покушава да помогне. То доводи Мими у праву депресију, што ће још погоршати свађа са девојкама из школе око школског фестивала. Она мисли да је постала егоиста и да је изгубила своју чистоту. | 12. 3. 2016. |                   |
| О д л у ч н о с т               | 7.     | Одлучност                                  | Мими и Џо се случајно сретну поред реке и након што виде да имају сличне проблеме пружају једно другом подршку да наставе даље. Мејко показује да је права пријатељица и помаже Мими око школског фестивала, што чини да Мими изађе из своје депресије. Џо наставља да буде хладан према Гомамону, због чега га он напушта и одлази код осталих дигимона. То Џоа јако растужи, али и када га пронађе не успе да се помири с њим. Сва деца и Маки и Дајго се сјајно забављају на фестивалу и не слуте шта ће се десити | 12. 3. 2016. |                   |
| О д л у ч н о с т               | 8.     | Краљица цвећа и арктички викинг против зла | На фестивалу се из дисторзије појави Кен Ићиђођи (Цар дигимона из 2. сезоне) који одводи Мејкумона за собом, Палмон и Гомамон ускачу у дисторзију с Леомоном, како би га спасли. Међутим дисторзије се затвори пре него што остали дигимони прођу. Кен доводи Империјалдрамона који је попут Омегамона спој 2 дигимона у екстремној фази. Он напада Палмона и Гомамона и баш када изгледа да је све готово и да ће помахнитали Империјалдрамон изаћи и направити прави смак света, Мими и Џо пружају толику подржку својим партнерима да се они по први пут преобразе у екстремну фазу, Зудомон у Викемона, а Лилимон у Росемон. Њих двоје заједно након велике борбе успевају да својим нападима унише чудовиште и спасу Мејкумона. Међутим на крају епизоде Мејкумон одједном побесни, убије Леомона и побегне у дигитални свет. Маки се на то насмеје, чиме показује да ипак није на страни изабране деце, али то нико не примећује. | 12. 3. 2016. |                   |
| И с п о в е с т                 |        | 9.                                         | Мејко је крива за све | Прошло је пар дана од догађаја из претходног дела и Мејко осећа огромну грижу савести јер сматра да је она крива за све. Мими и Сора покушавају да јој помогну да преброди то, али је јако повреди Коширово безосећајно понашање и она поново пада у депресију. Коширо даје све од себе да открије узрок инфекције, али после дужег времена изгледа да постоје и ствари на које он нема одговор. Дајго замера Маки што ни њему ни деци није рекла да је Мејкумон изазвао све. | 24. 9. 2016.      |
| И с п о в е с т                 | 10.    | Зараза се шири                             | Иако су дигимони непрестано у Кошировој канцеларији, нигде није безбедно од опасног вируса. Први се с њим суочава Патамон, а Такеру га одводи кући како би га удаљио од осталих дигимона, али нема довољно снаге да призна свима. И док Патамон и Такеру проживљавају најтеже тренутке, Коширо безуспешно покушава да пронађе неко решење за целокуну ситуацију. Мејко тражи помоћ од свог оца, који је је Макин и Дајгов шеф и бави се проучавањем дигимона, али ни он јој не може помоћи. Читав свет се суочава са огромним проблемима изазваним вирусом, падови авиона, чудне поруке које се саме пуштају преко телевизора и најављују да се ближи крај. | 24. 9. 2016. |                   |
| И с п о в е с т                 | 11.    | Исповест                                   | Патамон одлучује да призна свима да је заражен и замоли их да га убију ако се промени. Патамонову исповест прекида Хикари у коју је поново ушла једна од Хомеостаза, које су задужене за стабилност у свету. Од ње сазнају да уколико не зауставе Мејкумона када се следећи пут појави, доћи ће до комплетног рибута Дигиталног света, што подразумева да ће нестати вирус, али и сва сећања дигимона. У страху да ће заборавити децу и све авантуре с њима, дигимоне се труде да проведу што више времена са својим партнерима, док се Мејкумон не појави. | 24. 9. 2016. |                   |
| И с п о в е с т                 | 12.    | Битка за сећања                            | Ишчекивању дигимона дошао је крај, дисторзија се појавила и из ње је искочио Мејкумон. Убрзо су се сви окупили да га зауставе, Грејмон, Икакумон, Тогемон, Бирдрамон, Гарурумон а чак се и Тајлмон после дужег времена преобразио у Ангевомон да помогне. Међутим Мејкумон чује глас његове партнерке преобрази се у Мејкракмона што додатно отажава посао дигимонима. Патамон одлази да помогне осталима и преобрази се у Ангемона, али тада се промени због вируса и почне да напада своје доскорашње пријатеље. Муњевитом брзином дигимони оболевају од вируса и време до рибута почиње да одбројава. Убрзо пристиже и Коширо са информацијом да је Мејкумон изазвао све. Он ствара бек-ап датотеку помоћу које може да сачува меморију свих дигимона који се нађу у њој. Да би их угурао све Тентомон се по први пут преобрази у ХеркулесКабутеримона. У последњој секунди гурне их кроз дисторзију, али не успева да стигне до бек-ап датотеке, што значи да ће се дигимони излечити од вируса, али и да ће сви остати без сећања. | 24. 9. 2016. |                   |
| И с п о в е с т                 | 13.    | Повратак у Дигитални свет                  | Прошли су месеци од рибута и последњг пута када су видели своје пријатеље Дигимоне и сва деца су депресивна и делује као да не могу да наставе даље без њих. Убрзо схватају да је повратак у Дигитални свет једино решење. Маки и Дајго успевају да отворе капију и деца се после више од 3 године враћају у Дигитални свет. Убрзо виде како се Алфамон и Џесмон боре, па схватају да рибут очигледно није комплетан, јер су то дигимони у екстремној фази. Недуго затим се сусрећу са својим партнерима, међутим они нису избегли рибут и сви су остали без својих сећања. | 24. 9. 2016. |                   |
| Г у б и т а к                   |        | 14.                                        | Историја изабране деце | На почетку епизоде се открива да су Маки и Дајго били прва изабрана деца као и да се Макин дигимон жртвовао у борби против Господара мрака, па због тога је Маки желела да рибутом врати свог партнера. У међувремену изабрана деца покушавају да обнове пријатељство са својим партнерима, који су изгубили сећања. Свима иде добро, само Сора никако не може да обнови однос са Пјокомоном. Појављује се и уплакани Мејкумон који тражи Мејко и на опште изненађење он није изгубио сећања. На крају епизоде сви дигимони се из дечје преобразе у средњу фазу.                                              | 25. 2. 2017.      |
| Г у б и т а к                   | 15.    | Губитак                                    | И док су деца све ближа и ближа својим партнерима, Сора се од Пијомона све више удаљује. То јој тешко пада, па Таичи и Јамато безуспешно покушавају да јој помогну. Поново се појављује побеснели Мејкумон, а одмах за њим и један од старих непријатеља Изабране деце, Господар мрака, Мугендрамон. Деца говоре својим дигимонима да се преобразе, али тек тада постају свесни свог губитка и Мугендрамон их својим оружјем одува далеко и све их раздвоји. У међувремену у стварном свету Дајго сазнаје од Хакмона, да је Генаји прешао на страну зла. На крају епизоде, појављује се Мејко која је на мистериозан начин успела да стигне до Дигиталног света. | 25. 2. 2017. |                   |
| Г у б и т а к                   | 16.    | Лице зла                                   | Деца и Дигимони покушавају поново да се састану, а Мејкумон и Мејко се после жестоке свађе помире. Тада се појављује, сада зао, Генаји и са Мугендрамоном напада Сору и Мејко. Он тада показује своје право лице зла, а помоћу дисторзија остала деца стижу до Соре и помажу јој да побегне. Тада се и Сора и Пијомон по први пут после рибута зближују, а у међувремену Маки трага по Дигиталном свету за својим партнером, Бакумоном. Деца успебају да побегну на брод, који се налазио на оближњој обали, али тада их напада још један од Господара мрака, МеталСидрамон. | 25. 2. 2017. |                   |
| Г у б и т а к                   | 17.    | Шта је то партнер?                         | Поделили су се у две групе како би се обрачунали са старим непријатељима. Таичи, Јамато и Хикари су са својим дигимонима отишли да покушају да се супротставе МеталСидрамону, а остали Мугендрамону, док Мејко и Мејкумон остају сами на броду. У међувремену Маки проналази Бакумона и јако јој тешко падне кад види да је се не сећа. Таичи и Јамато обнављају везе са Агумоном и Габумоном и они се поново преобразе у РатногГрејмона и МеталГарурумона. Слично се деси и са Сором и Пијомоном, који се по први пут преобрази у своју екстремну фазу, Фениксмона како би заштитио Сору од Мугендрамона. Да би јој помогао, Патамон се, потпуно неочекивано, преображава у Серафимона такође по први пут, а и Тентомон се поново преобрази у ХеркулесКабутеримона. Сви они заједно успевају да униште Мугендрамона, али тада се појави мрачни Генаји, који је повредио Мејко, како би натерао њеног дигимона да се поново преобрази у свој вирус-облик и уништи оба света. | 25. 2. 2017. |                   |
| С и м б и о з а                 |        | 18.                                        | Прича о Мејкумону | Мејкумон се због Генаија поново преобрази у свој вирус-облик, Мејкракмона и чак напада и саму Мејко, а потом одлази у стварни свет. Дисторзије које спајају Дигитални и стварни свет се поново отварају и заражени дигимони праве велике проблеме у стварном свету. Сви људи су веома забринути, а Дајго од проф. Моћизукија сазнаје више о Мејкумоновој деструктивној моћи, а убрзо се појављује и Хакмон који им открива да Мејкумон у себи садржи делић Апокалимонових података и да би могао да се претвори у звер Либру. Цео Дигитални свет види децу као сметњу и на сваки начин покушава да их уклони. | 30. 9. 2017.      |
| С и м б и о з а                 | 19.    | Симбиоза                                   | Деца се са дигимонима враћају у стварни свет, али их нападају људи јер у њима и дигимонима виде потенцијалну опасност. Дајго им помаже и склања их у школу, због новинара. Таичи и остали покушавају да убеде Мејко да не одустаје од Мејкумона јер му је она последња нада. Односи између деце и дигимона постају све приснији, а Мејко проналази утеху у Агумону, који је теши. | 30. 9. 2017. |                   |
| С и м б и о з а                 | 20.    | Један за све                               | Након ноћи проведене у школи, Мејкракмон се наредног јутра појављује и почиње да уништава зграде и друге објекте у стварном свету. Сви дигимони се преобразе у своје савршене фазе, како би га зауставили. Међутим изненада се појављује Џесмон, кога шаљу Хомеостазе да пресуди Мејкумону. Тада се у њему буди толики страх да он достиже своју екстремну фазу, али у вирус-облику, и постаје Рагелмон, чије је само присуство довољно за потпуну деструкцију. 8 дигимона се налази између тешког избора, помоћи Мејкумону и борити се против Џесмона, или помоћи Џесмону да га уништи. Они и деца се наравно одлучују да помогну пријатељу па се боре против Џесмона, који заступа Хомеостазе. | 30. 9. 2017. |                   |
| С и м б и о з а                 | 21.    | Кад светлост нестане                       | 7 дигимона се преобрзује у своју екстремну фазу да би заштитило Мејкумона, па се: РатниГрејмон, МеталГарурумон, Росемон, Викемон, Фениксмон, Серафимон и ХеркулесКабутеримон боре против Џесмона, али истовремено покушавају да зауставе и Рагелмона, а помаже им и Ангевомон. Ипак Џесмон успева да ухвати Рагелмона и одводи га у Дигитални свет. Сва деца и дигимони крећу за њима, а РатниГрејмон и МеталГарурумон се поново спајају у Омегамона. Борби се прикључује и Алфамон, који заступа Игдрасила. Пошто је остао сам против свих Џесмон користи своје ултимативно оружје један за све, којим изазива велико уништење и одрон земље, који проузрокује Таичијеву и Дајгову смрт. Хикари из неизмерне туге за братом губи своју светлост која је увек била у њеном срцу за све њене најдраже и уместо ње појављује се чиста тама, која је тако снажна да проузрокује да се њен Њаромон из беби фазе преобрази у своју мрачну екстремну фазу - ПалогОфанимона. Он се потом спаја са Рагелмоном и настаје застрашујуће чудовиште које започиње уништавање света. Јамато узима Таичијеве наочаре и ставља их себи око врата, јасно дајући свима дознања да сада он хоће да буде вођа, а Мејко узима Коромона као свог дигимона. | 30. 9. 2017. |                   |
| Н а ш а с у д б и н а           |        | 22.                                        | | | 5. 5. 2018.       |
| Н а ш а с у д б и н а           | 23.    |                                            | | 5. 5. 2018. |                   |
| Н а ш а с у д б и н а           | 24.    |                                            | | 5. 5. 2018. |                   |
| Н а ш а с у д б и н а           | 25.    |                                            | | 5. 5. 2018. |                   |
| Н а ш а с у д б и н а           | 26.    |                                            | | 5. 5. 2018. |                   |